# 電動輸送機器

体の不自由な人向けの小型輸送機器

電動輸送機器（でんどうゆそうきき、Electric Vehicle; EV）は、電気エネルギーで駆動する輸送機器である。

## 種類
各種の電動輸送機器:
- 陸上の輸送機器
  - 電気自動車（Electric car） - 狭義のElectric Vehicle; EV
  - 電動アシスト自転車、Pedelec
  - 電動オートバイ
  - 電動スクーター
  - Leichtelektromobile; LEM
  - エレクトロカー（electrocar）
  - Electric trolley cart
  - Electric shopping cart
  - Elektromobil（体の不自由な人向け）
  - トロリーバス
  - トロリートラック（Trolleytruck）
  - 太陽電力式輸送機器（Solar vehicle）
    - ソーラーカー
- 路線の輸送機器
  - 電気機関車、Accumulator railcar
  - Sバーン
  - 地下鉄
  - 路面電車
  - 磁気浮上式鉄道
  - 鉱山鉄道
  - 山岳鉄道・ケーブルカー・索道類・エレベーターは、多くの場合、ケーブル駆動である
  - コースター（Coaster） - 旅客輸送システム
- 航空機
  - 電動航空機
    - ソーラープレーン
    - eVTOL（電動垂直離着陸機）

  - 空飛ぶクルマ
- 海の輸送機器
  - 電動ボート（Electric boat）
    - トロリーボート

  - 潜水艦
- 特殊な輸送機器
  - 電動車椅子
  - 電動スケートボード（Elektro-Skateboard）
  - 電動フォークリフト
  - ゴルフカートや測量車両
  - 無人搬送車
  - ミルク フロート（牛乳配達用の輸送車両）など

## 読書案内
- Seth Leitman, Bob Brant. Build Your Own Electric Vehicle. McGraw-Hill Professional. 2008. ISBN 0830642315
- James Larminie, John Lowry. Electric vehicle technology explained. John Wiley and Sons. 2003. ISBN 978-0470851630